# Paul Johannes von Funck
Paul Johannes „Hans“ Freiherr von Funck (* 16. Dezember 1851 in Torgau; † 15. Januar 1913 in Obermais bei Meran in Südtirol, Österreich-Ungarn) war ein preußischer Beamter, Polizeidirektor, Landrat und Regierungspräsident von Köslin (1908–1911).

## Leben und Wirken
Funck studierte Rechtswissenschaften und wurde anschließend ab 1878 als Gerichtsassessor und ein Jahr später als Regierungsassessor in Köslin übernommen und fand ab 1881 eine Anstellung beim Polizeipräsidenten in Frankfurt am Main. Im Jahr 1887 folgte Funck einem Ruf als Landrat im damaligen Stadtkreis Aachen, wo er bis zum 31. März 1888 tätig war, bevor dieses Amt im Rahmen der neuen Kreisordnung im Rheinland ab dem 1. April 1888 nicht mehr besetzt wurde. Darüber hinaus bekleidete er ebenfalls ab 1887 und bis 1894 das Amt des Polizeidirektors von Aachen und wurde 1890 zum Polizeipräsidenten befördert. 
Ab 1894 übernahm er dann als Oberregierungsrat das Amt des stellvertretenden Regierungspräsidenten in Hannover und übte dieses bis 1906 aus, obwohl ihm zwischenzeitlich im Jahr 1904 das Amt des Polizeipräsidenten in Frankfurt a. M. angeboten worden war. Schließlich wurde Funck im Jahr 1908 zum Regierungspräsident von Köslin berufen und ging 1911 in den Ruhestand.

## Familie
Funck war mit Marie von Lützow verheiratet. Ihr Sohn Hans Freiherr von Funck (1891–1979) war ein deutscher Offizier, zuletzt General der Panzertruppe im Zweiten Weltkrieg.

## Werke
- Hans Funck, Max von Feldmann: Offizier-Stammliste des vormaligen Königlich Hannoverschen 3. Infanterie-Regiments u. d. 1. Hannoverschen Inf.-Regts. Nr 74: 1813–1913